# Luigi Poletti

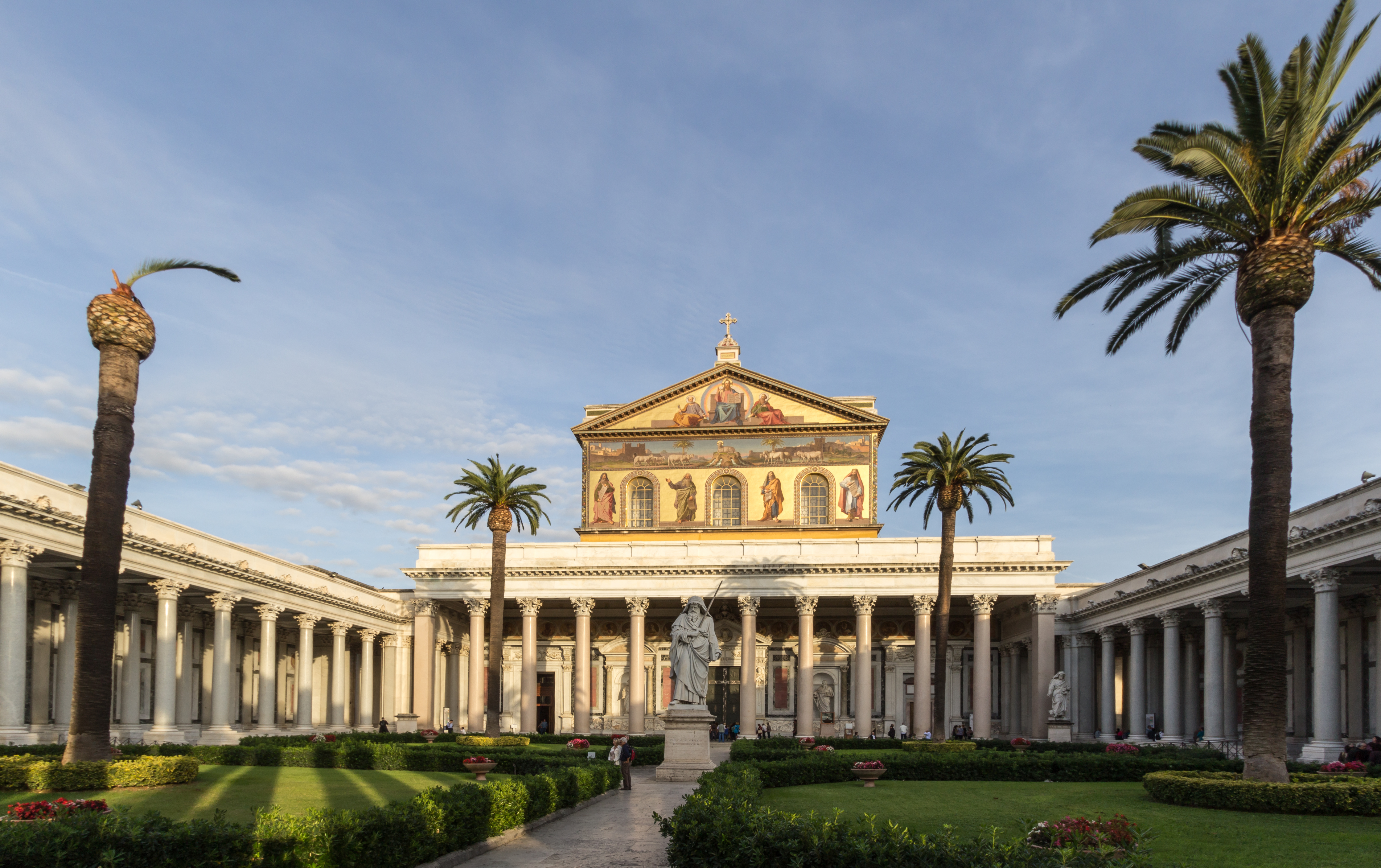
Basílica de São Paulo Extramuros, reconstruída por Poletti depois do incêndio de 1823.

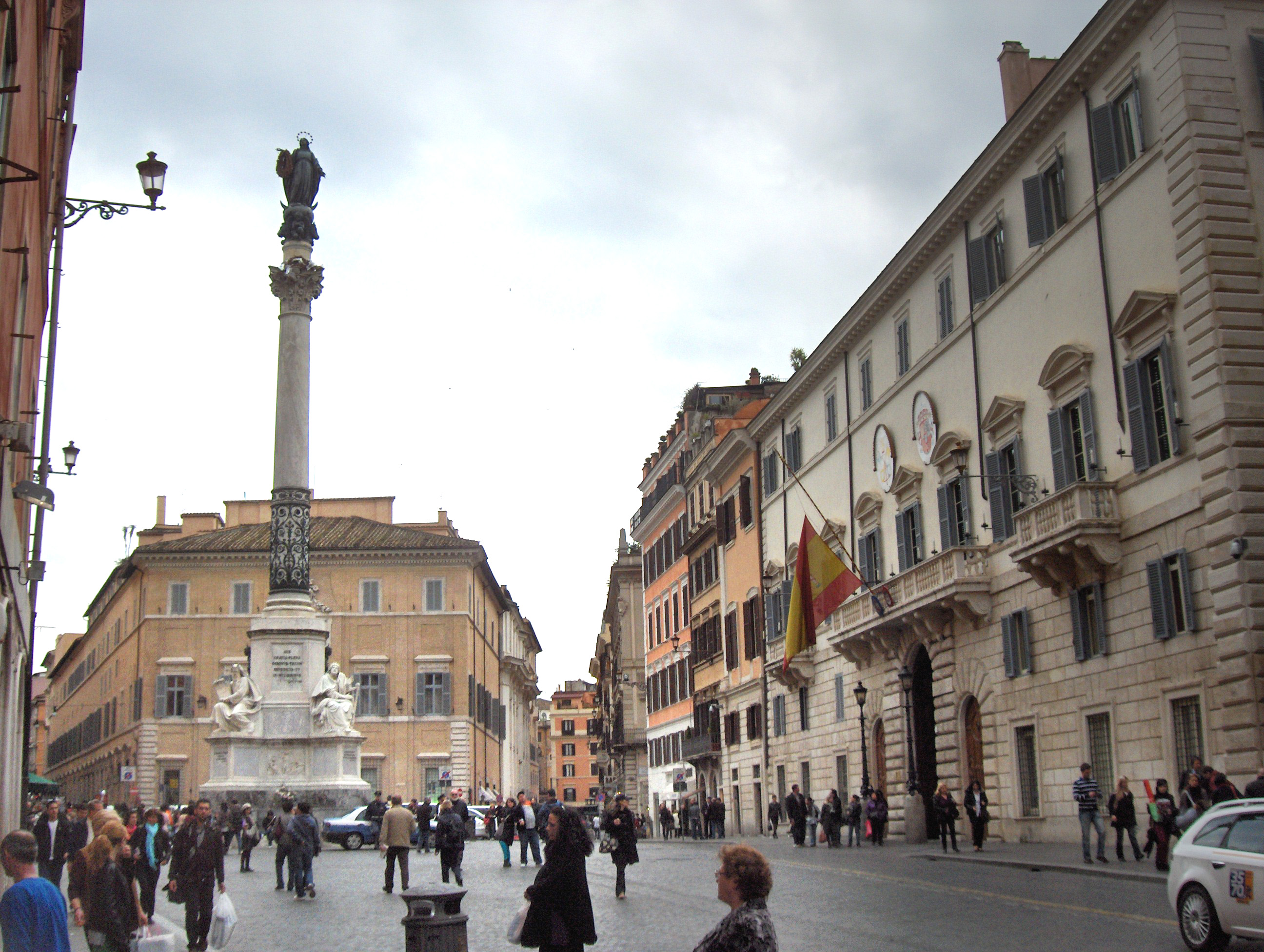
Vista da Piazza di Spagna com a Coluna da Imaculada Conceição no centro, em cujo projeto Poletti colaborou.

Luigi Poletti (Módena, 1792–Milão, 2 de agosto de 1869 (77 anos)) foi um arquiteto neoclássico italiano do século XIX.

## História
Luigi obteve primeiro um doutorado em matemática e filosofia em Bolonha e retornou para sua cidade natal, Módena, para tornar-se engenheiro da Garfagnana e professor de mecânica e hidráulica na Universidade de Módena. Depois, ele passou a receber um estipêndio para estudar em Roma sob os cuidados de Raffaele Stern.
Em 1823, a antiga basílica de São Paulo Extramuros, uma das sete igrejas de peregrinação de Roma, foi destruída num incêndio. Quando os planos para a nova igreja foram anunciados, um grande clamor surgiu entre os que aderiam ao estilo neoclássico do passado, como Carlo Fea, que defendiam que a igreja devia ser reconstruída como uma réplica exata do templo destruído. Inicialmente, Pasquale Belli foi contratado para o projeto, mas logo depois foi substituído por Poletti, que prometeu construir uma réplica mais fiel. Porém, ele propôs construir uma igreja como se os construtores originais "tivessem retornado e, em espírito, se inteirassem de toda a erudição compilada neste ínterim, revisitando o projeto e corrigindo seus erros".
Poletti também acrescentou um coro ao Panteão em 1840 e reconstruiu a igreja de San Venanzio em Camerino, que ruiu no terremoto de 1792. Depois de sofrer danos no terremoto de 1832, Poletti reconstruiu, entre 1836 e 1840, a Basílica de Santa Maria dos Anjos, em Assis. É dele também a Catedral de Montalto delle Marche, construída sobre as fundações começadas pelo papa Sisto V. Ele projeto ainda a igreja de San Filippo, na cidade de Nocera, e completou a capela e o altar da "Santissima Maria dell'Acqua" na igreja de San Francesco, Rimini, além de uma capela similar em Fossombrone. 
Além de igrejas, Poletti construiu os teatros de Fano (1845–1863), Rimini (1843–1857) e Terni (1840–1848) e projetou uma série de monumentos e túmulos por toda Roma e arredoras, incluindo um dedicado a Vincenzo Casciani (1832) na Capela Costa, na basílica de Santa Maria del Popolo, e outro dedicado ao arquiteto papal Pietro Bosio no Campo Santo. Ele ajudou ainda a projetar a Coluna da Imaculada Conceição em Roma.
Na arquitetura civil, Poletti construiu também um farol e um arsenal no Porto di Ripa Grande e o Palazzo Ceccopieri na Via di Monte Catino. 
Uma de suas últimas obras foi a reconstrução de Sant'Andrea degli Scozzesi, em Roma, no ano de sua morte, 1869. Entre seus pupilos estava Virginio Vespignani. 